# Cyclocephala letiranti
Cyclocephala letiranti är en skalbaggsart som beskrevs av Young 1992. Cyclocephala letiranti ingår i släktet Cyclocephala och familjen Dynastidae. Inga underarter finns listade i Catalogue of Life.